# التهاب الثدي الحبيبي
التهاب الثدي الحبيبي وميزته الخلايا متعددة النوى العملاقة (multinucleated giant cells ) والمنسجات الشبه ظهارية (epithelioid histiocytes) حول الفصيصات. وغالبا ما يكون هناك التهاب في الأقنية الثانوية والنسج المحيطة بها.
في بعض الأحيان يصعب التمييز بين هذا المرض وسرطان الثدي.